# Utskiljningshärdning
Utskiljningshärdning, eller åldringshärdning, är en värmebehandlingsteknik som används för att förstärka smidbara material och vissa rostfria stål. För att ett material ska kunna utskiljningshärdas måste det kunna förvandlas till ett enfasigt tillstånd. Materialet härdas genom att skapa många små partiklar som hindrar dislokationernas rörelser. Detta uppnås genom en värmebehandling som sker i tre steg:
1. Det första steget är en upplösningsbehandling där materialet värms upp så att materialet får en homogen uppsättning av α-fasen. Vid denna höga temperatur löses tillsatsämnen fullständigt i fasen.
2. I det andra steget snabbkyls materialet vilket innebär att atomer ej hinner diffundera. Detta innebär att en övermättad α-fas skapas.
3. I det sista steget åldras materialet, dvs. värms upp till en lägre temperatur under en längre tid. Atomerna i den övermättade lösningen tillåts under åldringen flytta på sig så att de utgör ett större hinder mot dislokationer.
Efter upplösningsbehandlingen och snabbkylningen har man skapat en övermättad lösning i α-fas. Vad åldringen gör är att skilja ut β-partiklar ur α-fasen genom diffusion. Åldringsfasen kan snabbas på genom att höja temperaturen något.